# The Romance of Elaine

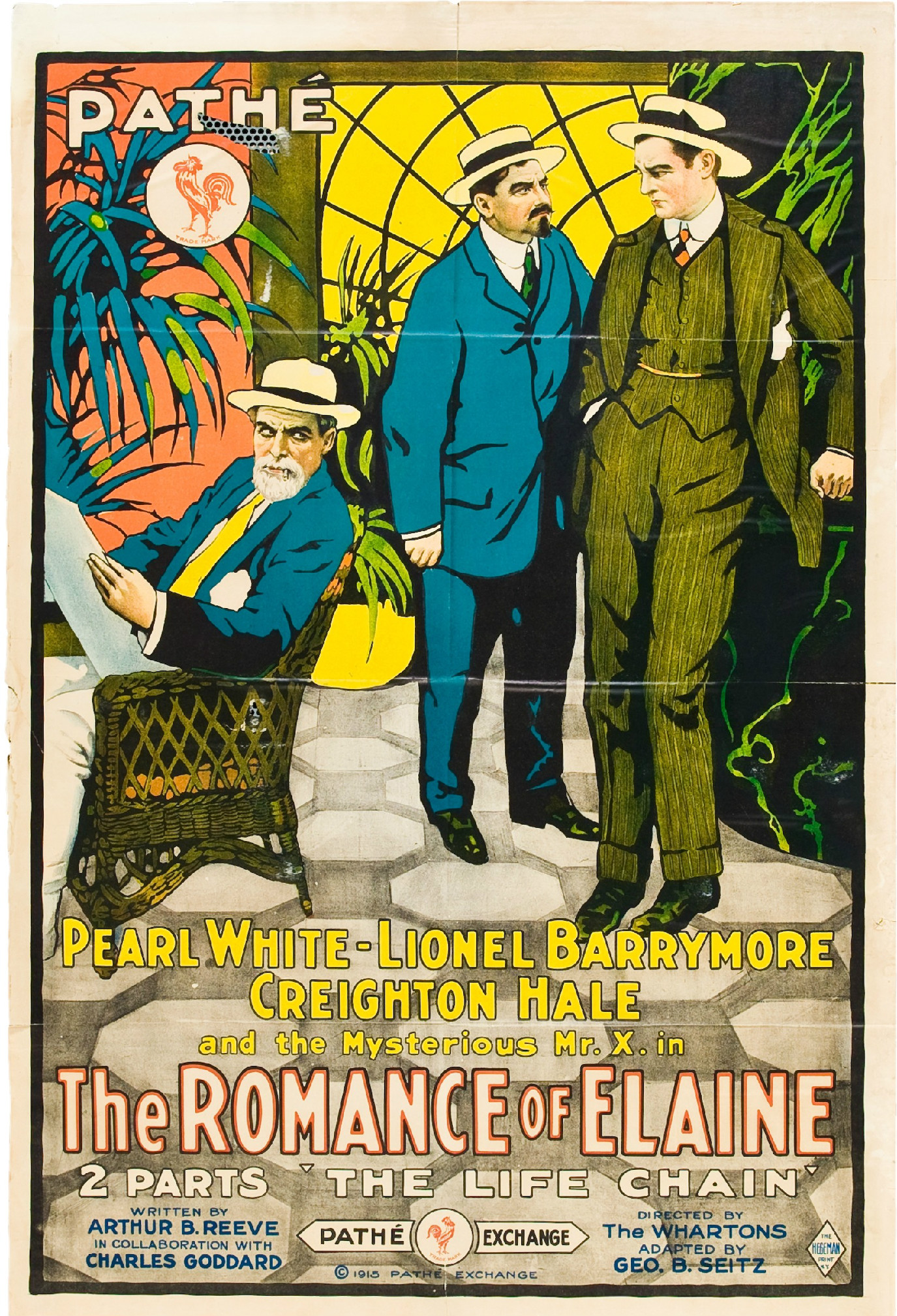
Affiche du film.

The Romance of Elaine est un film à épisodes en noir et blanc muet réalisé par George B. Seitz, Leopold Wharton et Theodore Wharton, sorti en 1915 en douze épisodes, avec pour vedette Pearl White.

## Fiche technique
- Titre : The Romance of Elaine
- Réalisation : George B. Seitz, Leopold Wharton et Theodore Wharton
- Scénario : Charles W. Goddard et Arthur B. Reeve
- Pays de production : États-Unis
- Format : Noir et blanc - 1,33:1 - Film muet
- Genre : action
- Date de sortie : 1915

## Distribution
- Pearl White
- Creighton Hale
- Lionel Barrymore